# شانكار راو
شانكار راو (6 ديسمبر 1982 في الهند - ) هو لاعب كريكت هندي.

## وصلات خارجية
- شانكار راو على موقع إي آس بي آن كريك إنفو (الإنجليزية)